# الخضراء (صامطة)
الخضراء هي إحدى قرى محافظة صامطة التابعة لمنطقة جازان الواقعة جنوب غرب السعودية.